# Machaerium multifoliolatum
Machaerium multifoliolatum är en ärtväxtart som beskrevs av Adolpho Ducke. Machaerium multifoliolatum ingår i släktet Machaerium och familjen ärtväxter. Inga underarter finns listade i Catalogue of Life.